# Estación de Herrera de la Mancha
Herrera de la Mancha es un apartadero ferroviario situado en el municipio español de Manzanares, en la provincia de Ciudad Real. En la actualidad las instalaciones se encuentran cerradas y no disponen de servicios de viajeros.

## Situación ferroviaria
La estación se encuentra situada en el punto kilométrico 183,7 de la línea férrea de ancho ibérico Alcázar de San Juan-Cádiz, a 656,92 metros de altitud, entre las estaciones de Cinco Casas y Manzanares. El tramo es de vía doble y está electrificado.

## Historia
La estación fue abierta al tráfico de mercancías el 15 de junio de 1860 con la puesta en marcha del tramo Alcázar de San Juan-Manzanares de la línea que pretendía unir Manzanares con Córdoba. La obtención de la concesión de dicha línea por parte de la compañía MZA fue de gran importancia para ella, dado que permitía su expansión hacia el sur tras lograr enlazar con Alicante desde Madrid en 1858, quedando aún pendiente la conexión de la capital de España con Zaragoza.
En 1941, tras la nacionalización de los ferrocarriles de ancho ibérico, las instalaciones pasaron a formar parte de la recién creada RENFE. 
El 30 de septiembre de 1960 llegó la electrificación a la estación, al completarse el tramo Alcázar de San Juan-Santa Cruz de Mudela. No obstante la electrificación hasta Madrid no llegaría hasta 1963.
Desde enero de 2005 Renfe Operadora explota la línea mientras que Adif es la titular de las instalaciones ferroviarias. En enero de 2023, Adif anunció la licitación de obras de señalización en el tramo entre esta estación y su colateral, Manzanares.

## La estación
Las instalaciones se encuentran junto a la explotación agropecuaria de Herrera de la Mancha y próxima al Centro Penitenciario de Herrera de la Mancha. El edificio de viajeros es de doble planta, con siete vanos por planta y costado, presentando disposición lateral a la vía. Las instalaciones constan de tres vías: las principales, junto al edificio de viajeros la de sentido Linares-Baeza y con acceso al andén lateral y otra vía principal sentido Alcázar de San Juan y servida por el andén central. La vía derivada es la más alejada de dicho edificio y es servida por el andén central.